# متسعة إنسية
المتسعة الإنسية (باللاتينية: Musculus vastus medialis) تقع هذه العضلة إلى الناحية الإنسية من العضلة المتسعة الوسطية وبقية العضلات ويمكن مشاهدة هذه العضلة في الجسم في القسم الأمامي السفلي للناحية الإنسية من الفخذ.

## الأصل
تنشأ من القسم السفلي للخط بين المدورين ومن الخط الحلزوني ومن القسم العلوي للحرف الأنسي فوق اللقمة تمتد أليافها إلى الأسفل وللجهة الوحشية وللأمام وتصل إلى عظم الرضفة قبل ان تنتهي بالوتر.

## المغرز
تنغرز جزئياً بالوتر المشترك وبالناحية الإنسية لعظم الرضفة.